# Frankfurt (tỉnh)
Bezirk Frankfurt, cũng viết là Bezirk Frankfurt (Oder), là một tỉnh (Bezirk) của Đông Đức. Trụ sở và thành phố chính là Frankfurt (Oder).

## Lịch sử
Cùng với 13 tỉnh khác, tỉnh Frankfurt được thành lập vào ngày 25 tháng 7 năm 1952, thay thế các bang cũ của Đức. Sau ngày 3 tháng 10 năm 1990, tỉnh bị bãi bỏ trong giai đoạn tái thống nhất nước Đức, trở thành một phần của bang Brandenburg.

## Địa lý

### Vị trí
Tỉnh Frankfurt giáp với Đông Berlin và các Bezirke Neubrandenburg, Potsdam và Cottbus. Tỉnh có dường biên giới với Ba Lan.

### Phân cấp
Bezirk được chia thành 12 kreise: 3 quận (Stadtkreise) và 9 huyện (Landkreise): 
- Quận: Eisenhüttenstadt, Frankfurt (Oder), Schwedt.
- Huyện: Angermünde; Bad Freienwalde; Beeskow; Bernau; Eberswalde; Eisenhüttenstadt-Land; Fürstenwalde; Seelow; Strausberg.